# Marele Premiu al Portugaliei din 2021
Marele Premiu al Portugaliei din 2021 (cunoscut oficial ca Formula 1 Heineken Grande Prémio de Portugal 2021) a fost o cursă de Formula 1 care a avut loc între 30 aprilie și 2 mai 2021 pe Algarve International Circuit din Portimão, Portugalia. Cursa a fost a treia etapă a Campionatului Mondial de Formula 1 al FIA din 2021.

## Clasament

### Calificări
| Poz.                  | Nr. | Pilot              | Constructor               | Timpi calificări | Timpi calificări | Timpi calificări | Grila finală |
| Poz.                  | Nr. | Pilot              | Constructor               | Q1               | Q2               | Q3               | Grila finală |
| --------------------- | --- | ------------------ | ------------------------- | ---------------- | ---------------- | ---------------- | ------------ |
| 1                     | 77  | Valtteri Bottas    | Mercedes                  | 1:18,722         | 1:18,458         | 1:18,348         | 1            |
| 2                     | 44  | Lewis Hamilton     | Mercedes                  | 1:18,857         | 1:17,968         | 1:18,355         | 2            |
| 3                     | 33  | Max Verstappen     | Red Bull Racing-Honda     | 1:19,458         | 1:18,650         | 1:18,746         | 3            |
| 4                     | 11  | Sergio Pérez       | Red Bull Racing-Honda     | 1:19,337         | 1:18,845         | 1:18,890         | 4            |
| 5                     | 55  | Carlos Sainz Jr.   | Ferrari                   | 1:19,309         | 1:18,813         | 1:19,039         | 5            |
| 6                     | 31  | Esteban Ocon       | Alpine-Renault            | 1:19,092         | 1:18,586         | 1:19,042         | 6            |
| 7                     | 4   | Lando Norris       | McLaren-Mercedes          | 1:18,794         | 1:18,481         | 1:19,116         | 7            |
| 8                     | 16  | Charles Leclerc    | Ferrari                   | 1:19,373         | 1:18,769         | 1:19,309         | 8            |
| 9                     | 10  | Pierre Gasly       | AlphaTauri-Honda          | 1:19,464         | 1:19,052         | 1:19,475         | 9            |
| 10                    | 5   | Sebastian Vettel   | Aston Martin-Mercedes     | 1:19,403         | 1:18,970         | 1:19,659         | 10           |
| 11                    | 63  | George Russell     | Williams-Mercedes         | 1:19,797         | 1:19,109         | N/A              | 11           |
| 12                    | 99  | Antonio Giovinazzi | Alfa Romeo Racing-Ferrari | 1:19,410         | 1:19,216         | N/A              | 12           |
| 13                    | 14  | Fernando Alonso    | Alpine-Renault            | 1:19,728         | 1:19,456         | N/A              | 13           |
| 14                    | 22  | Yuki Tsunoda       | AlphaTauri-Honda          | 1:19,684         | 1:19,463         | N/A              | 14           |
| 15                    | 7   | Kimi Räikkönen     | Alfa Romeo Racing-Ferrari | 1:19,748         | 1:19,812         | N/A              | 15           |
| 16                    | 3   | Daniel Ricciardo   | McLaren-Mercedes          | 1:19,839         | N/A              | N/A              | 16           |
| 17                    | 18  | Lance Stroll       | Aston Martin-Mercedes     | 1:19,913         | N/A              | N/A              | 17           |
| 18                    | 6   | Nicholas Latifi    | Williams-Mercedes         | 1:20,285         | N/A              | N/A              | 18           |
| 19                    | 47  | Mick Schumacher    | Haas-Ferrari              | 1:20,452         | N/A              | N/A              | 19           |
| 20                    | 9   | Nikita Mazepin     | Haas-Ferrari              | 1:20,912         | N/A              | N/A              | 20           |
| Regula 107%: 1:24,233 |     |                    |                           |                  |                  |                  |              |
| Sursa:                |     |                    |                           |                  |                  |                  |              |

### Cursa
| Poz.                                                                | Nr. | Pilot              | Constructor               | Tururi | Timp/Retras | Grilă | Puncte |
| ------------------------------------------------------------------- | --- | ------------------ | ------------------------- | ------ | ----------- | ----- | ------ |
| 1                                                                   | 44  | Lewis Hamilton     | Mercedes                  | 66     | 1:34:31,421 | 2     | 25     |
| 2                                                                   | 33  | Max Verstappen     | Red Bull Racing-Honda     | 66     | +29,148     | 3     | 18     |
| 3                                                                   | 77  | Valtteri Bottas    | Mercedes                  | 66     | +33,530     | 1     | 16     |
| 4                                                                   | 11  | Sergio Pérez       | Red Bull Racing-Honda     | 66     | +39,735     | 4     | 12     |
| 5                                                                   | 4   | Lando Norris       | McLaren-Mercedes          | 66     | +51,369     | 7     | 10     |
| 6                                                                   | 16  | Charles Leclerc    | Ferrari                   | 66     | +55,781     | 8     | 8      |
| 7                                                                   | 31  | Esteban Ocon       | Alpine-Renault            | 66     | +1:03.749   | 6     | 6      |
| 8                                                                   | 14  | Fernando Alonso    | Alpine-Renault            | 66     | +1:04.808   | 13    | 4      |
| 9                                                                   | 3   | Daniel Ricciardo   | McLaren-Mercedes          | 66     | +1:15,369   | 16    | 2      |
| 10                                                                  | 10  | Pierre Gasly       | AlphaTauri-Honda          | 66     | +1:16,463   | 9     | 1      |
| 11                                                                  | 55  | Carlos Sainz Jr.   | Ferrari                   | 66     | +1:18,955   | 5     |        |
| 12                                                                  | 99  | Antonio Giovinazzi | Alfa Romeo Racing-Ferrari | 65     | +1 tur      | 12    |        |
| 13                                                                  | 5   | Sebastian Vettel   | Aston Martin-Mercedes     | 65     | +1 tur      | 10    |        |
| 14                                                                  | 18  | Lance Stroll       | Aston Martin-Mercedes     | 65     | +1 tur      | 17    |        |
| 15                                                                  | 22  | Yuki Tsunoda       | AlphaTauri-Honda          | 65     | +1 tur      | 14    |        |
| 16                                                                  | 63  | George Russell     | Williams-Mercedes         | 65     | +1 tur      | 11    |        |
| 17                                                                  | 47  | Mick Schumacher    | Haas-Ferrari              | 64     | +2 tururi   | 19    |        |
| 18                                                                  | 63  | Nicholas Latifi    | Williams-Mercedes         | 64     | +2 tururi   | 18    |        |
| 19                                                                  | 9   | Nikita Mazepin     | Haas-Ferrari              | 64     | +2 tururi   | 20    |        |
| Ab                                                                  | 7   | Kimi Räikkönen     | Alfa Romeo Racing-Ferrari | 1      | Accident    | 15    |        |
| Cel mai rapid tur: Valtteri Bottas (Mercedes) – 1:19.865 (turul 65) |     |                    |                           |        |             |       |        |
| Sursa:                                                              |     |                    |                           |        |             |       |        |

Notes
- ^1 – Include 1 punct pentru cel mai rapid tur.
- ^2 – Nikita Mazepin a primit o penalizare de 5 secunde pentru că a ignorat steagurile albastre. Penalizarea nu a fost impusă întrucât a terminat pe ultimul loc.[4]

## Clasament campionat după cursă
|   | Poz. | Pilot           | Puncte |
| - | ---- | --------------- | ------ |
|   | 1    | Lewis Hamilton  | 69     |
|   | 2    | Max Verstappen  | 61     |
| 1 | 3    | Lando Norris    | 37     |
| 2 | 5    | Valtteri Bottas | 32     |
| 2 | 4    | Charles Leclerc | 28     |

|   | Poz. | Constructor           | Puncte |
| - | ---- | --------------------- | ------ |
|   | 1    | Mercedes              | 101    |
|   | 2    | Red Bull Racing-Honda | 83     |
|   | 3    | McLaren-Mercedes      | 53     |
|   | 4    | Ferrari               | 42     |
| 1 | 5    | Alpine-Renault        | 13     |

- Notă: Doar primele cinci locuri sunt prezentate în ambele clasamente.